# Червоноградська агломерація
Червоноградська агломерація — агломерація з центром у місті Шептицький. Розташована вздовж Західного Бугу. Головні чинники створення і існування агломерації: видобування вугілля, вигідне транспортне розташування. Львівський міжнародний аеропорт.
Приблизна статистика агломерації станом на 2001 рік:
- Чисельність населення — 211,9 тис. осіб.
- Площа — 2296 км².
- Густота населення — 92,3 осіб / км².

У складі:
- Шептицький (громада) — міста: Шептицький, Соснівка, Гірник;— 85,4 тис.осіб, 65 км²
- Колишній Сокальський район — міста: Сокаль, Великі Мости, Белз — 98,1 тис.осіб, 1573 км²
- частково колишній Радехівський район — 16,3 тис.осіб, 386 км²
- частково колишній Жовківський район — 12,1 тис.осіб, 272 км²